# Denny Laine
Denny Laine (tên khai sinh Brian Frederick Hines; 29 tháng 10 năm 1944 – 5 tháng 12 năm 2023) là nhạc sĩ, ca sĩ, nhà viết nhạc và nghệ sĩ guitar người Anh. Ông được biết đến là thành viên của ban nhạc The Moody Blues với bài hit "Go Now" vào năm 1964, và là thành viên của ban nhạc Wings cùng với Paul McCartney từ năm 1971 đến năm 1981.
Ông mắc Covid-19 vào năm 2022, sau đó trải qua nhiều cuộc phẫu thuật vì các vấn đề về phổi, bao gồm cả xẹp phổi. Sau khi vợ ông tạo tài khoản GoFundMe để tiếp nhận quyên góp, những người bạn và người hâm mộ Laine đã tổ chức một buổi hòa nhạc gây quỹ tại hộp đêm Troubadour nổi tiếng ở West Hollywood, California, vào ngày 27 tháng 11 năm 2023. Ông qua đời vì bệnh phổi kẽ tại Naples, Florida vào ngày 5 tháng 12 năm 2023, thọ 79 tuổi. Vợ ông đã thông báo thông tin này trên trang Facebook và Instagram chính thức của ông sau đó.